# Конвой Йокосука – Трук (19.12.43 – 31.12.43)
Конвой Йокосука — Трук (19.12.43 — 31.12.43) — японський конвой часів Другої світової війни, проведення якого відбувалось у грудні 1943-го.
Пунктом призначення конвою був атол Трук у центральній частині Каролінських островів, де ще до війни створили потужну базу японського ВМФ, з якої до лютого 1944-го провадились операції в цілому ряді архіпелагів. Вихідним пунктом став розташований у Токійській затоці порт Йокосука (саме звідси традиційно вирушала більшість конвоїв на Трук).
До складу конвою увійшли транспортне судно «Момогава-Мару», яке мало на борту амуніцію, автомобілі та інші вантажі для Сайпану (Маріанські острови), Труку та Кваджелейну (головна японська база на Маршаллових островах), а також, ймовірно, інші транспорти. Охорону забезпечував мінний загороджувач «Насамі».
Загін вирушив з порту 19 грудня 1943-го. Його маршрут пролягав через кілька традиційних районів патрулювання американських підводних човнів, які зазвичай діяли поблизу східного узбережжя Японського архіпелагу, біля островів Огасавара, Маріанських островів (тут конвой побував на Сайпані 25—27 грудня) та на підходах до Труку. Втім, цього разу рейс пройшов без інцидентів і 31 грудня загін успішно досягнув Труку.
Після цього шляхи учасників конвою розійшлись. «Насамі» вирушив до Рабаула (головна передова база в архіпелазі Бісмарка, з якої провадились операції на Соломонових островах та сході Нової Гвінеї), де потрапить у блокаду союзників та загине в березні 1944-го, тоді як «Момокава-Мару» здійснило плановий рейс на Маршаллові острови, після повернення з яких загинуло на Труці в середині лютого під час розгрому цієї бази внаслідок потужного удару американського авіаносного з'єднання.